# Гадинів
Гадинів (пол. Hadynów, Гадинув) — село в Польщі, у гміні Ольшанка Лосицького повіту Мазовецького воєводства. Населення — 204 особи (2011).

## Історія
У 1975-1998 роках село належало до Білопідляського воєводства.

## Населення
Демографічна структура станом на 31 березня 2011 року:
|          | Загалом | Допрацездатний вік | Працездатний вік | Постпрацездатний вік |
| -------- | ------- | ------------------ | ---------------- | -------------------- |
| Чоловіки | 100     | 25                 | 67               | 8                    |
| Жінки    | 104     | 21                 | 56               | 27                   |
| Разом    | 204     | 46                 | 123              | 35                   |

## Пам'ятки
- Колишній греко-католицький цвинтар[2]